# Дробязко, Василий Иосифович
Василий Иосифович Дробязко (1920—1990) — гвардии сержант Рабоче-крестьянской Красной армии, участник Великой Отечественной войны, Герой Советского Союза (1944).

## Биография
Василий Дробязко родился 11 февраля 1920 года в Екатеринодаре в рабочей семье. После окончания начальной школы работал слесарем завода «Краснолит». В 1940 году Дробязко был призван на службу в Рабоче-крестьянскую Красную армию. С июня 1941 года — на фронтах Великой Отечественной войны. К ноябрю 1943 года гвардии ефрейтор Василий Дробязко был стрелком 6-й роты 1-го гвардейского стрелкового полка 2-й гвардейской стрелковой дивизии 56-й армии Северо-Кавказского фронта. Отличился во время боёв на Керченском полуострове.
В ночь со 2 на 3 ноября 1943 года Дробязко в составе десантной группы, несмотря на шторм, успешно переправился через Керченский пролив и высадился на побережье полуострова, а затем первым в группе достиг траншеи противника и вступил в рукопашную схватку. 16 ноября 1943 года в ходе боёв за расширение плацдарма Дробязко принял командование штурмовой группой.
7 мая 1944 года полк участвовал в штурме Сапун-горы, одним из первых ворвался на вершину и водрузил знамя стрелок 6-й стрелковой роты полка гвардии ефрейтор Василий Дробязко.

Я со знаменем в атаку пошёл. В первые минуты атаки оглянулся — и вижу: комбата нашего, Слободчикова, убило. Тут, как волна, что-то поднялось во мне. Да и пошёл, где прикладом, где гранатой, через один окоп, через другой, огневую точку уничтожил и увлекся. Вскакиваю в окоп к немцам, а наших за мной — никого. Оторвался от своих. Фашисты — на меня. Силы-то у меня и сейчас дай бог, а тогда… Столько около меня полегло, а я как заговоренный. Знамя подхватил — и на гребень, тут и ребята наши подоспели: знамя наверху увидели, да как пошли!..— В.И. Дробязко
Указом Президиума Верховного Совета СССР от 16 мая 1944 года гвардии ефрейтор Василий Дробязко был удостоен высокого звания Героя Советского Союза с вручением ордена Ленина и медали «Золотая Звезда».
В 1945 году в звании сержанта Дробязко был демобилизован. Проживал и работал в Краснодаре.
Был также награждён двумя орденами Отечественной войны 1-й степени, орденом Красной Звезды, рядом медалей.

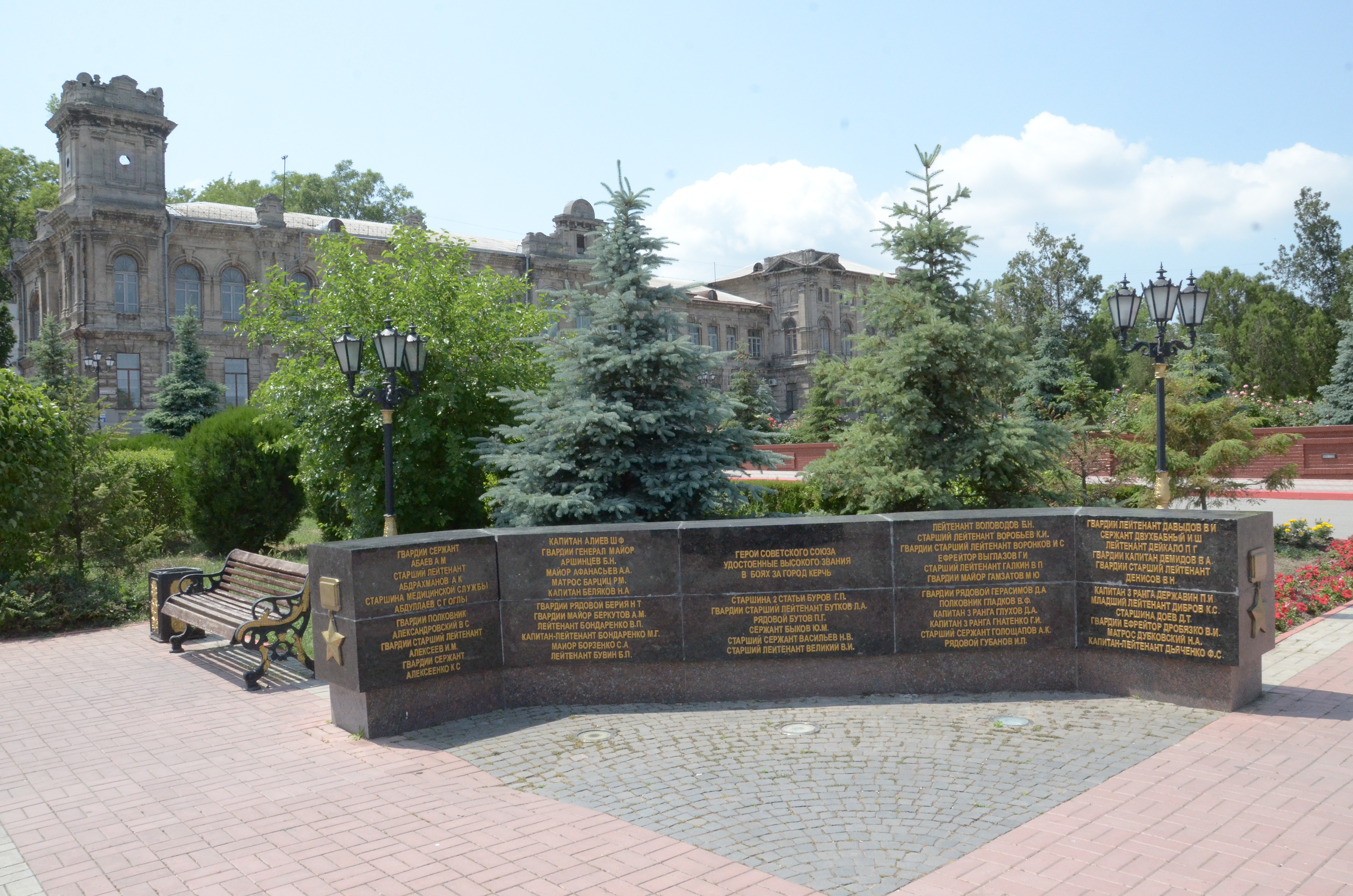
Стелла в память Героев Советского Союза освободителей Керчи с именем В. И. Дробязко